# محافظة دمشق
محافظة دمشق هي إحدى المحافظات السورية الأربعة عشرة، مركزها مدينة دمشق عاصمة الجمهورية العربية السورية التي تُعتبر عند البعض أقدم مدينة مأهولة في التاريخ. وتتألف هذه المحافظة فقط من مدينة دمشق، وضاحية مخيم اليرموك وفق التقسيم الإداري السوري. بينما تحيط محافظة ريف دمشق بمحافظة دمشق من جميع الجوانب وتتبع لها كل المدن المحيطة بدمشق فيما يعرف بدمشق الكبرى.

## المناخ
يظهر الجدول التالي التغييرات المناخية على مدار السنة لمحافظة دمشق:
| البيانات المناخية لـمحافظة دمشق             | البيانات المناخية لـمحافظة دمشق | البيانات المناخية لـمحافظة دمشق | البيانات المناخية لـمحافظة دمشق | البيانات المناخية لـمحافظة دمشق | البيانات المناخية لـمحافظة دمشق | البيانات المناخية لـمحافظة دمشق | البيانات المناخية لـمحافظة دمشق | البيانات المناخية لـمحافظة دمشق | البيانات المناخية لـمحافظة دمشق | البيانات المناخية لـمحافظة دمشق | البيانات المناخية لـمحافظة دمشق | البيانات المناخية لـمحافظة دمشق | البيانات المناخية لـمحافظة دمشق |
| الشهر                                       | يناير                           | فبراير                          | مارس                            | أبريل                           | مايو                            | يونيو                           | يوليو                           | أغسطس                           | سبتمبر                          | أكتوبر                          | نوفمبر                          | ديسمبر                          | المعدل السنوي                   |
| ------------------------------------------- | ------------------------------- | ------------------------------- | ------------------------------- | ------------------------------- | ------------------------------- | ------------------------------- | ------------------------------- | ------------------------------- | ------------------------------- | ------------------------------- | ------------------------------- | ------------------------------- | ------------------------------- |
| الدرجة القصوى °م (°ف)                       | 24.0 (75.2)                     | 29.0 (84.2)                     | 34.4 (93.9)                     | 38.4 (101.1)                    | 41.0 (105.8)                    | 44.8 (112.6)                    | 46.0 (114.8)                    | 44.6 (112.3)                    | 42.0 (107.6)                    | 37.8 (100.0)                    | 31.0 (87.8)                     | 25.1 (77.2)                     | 46.0 (114.8)                    |
| متوسط درجة الحرارة الكبرى °م (°ف)           | 12.6 (54.7)                     | 14.5 (58.1)                     | 19.0 (66.2)                     | 24.7 (76.5)                     | 30.1 (86.2)                     | 34.6 (94.3)                     | 37.0 (98.6)                     | 36.8 (98.2)                     | 33.9 (93.0)                     | 28.1 (82.6)                     | 20.1 (68.2)                     | 14.3 (57.7)                     | 25.5 (77.9)                     |
| المتوسط اليومي °م (°ف)                      | 6.1 (43.0)                      | 7.7 (45.9)                      | 11.4 (52.5)                     | 16.2 (61.2)                     | 20.8 (69.4)                     | 25.0 (77.0)                     | 27.3 (81.1)                     | 27.0 (80.6)                     | 24.0 (75.2)                     | 19.0 (66.2)                     | 12.1 (53.8)                     | 7.5 (45.5)                      | 17.0 (62.6)                     |
| متوسط درجة الحرارة الصغرى °م (°ف)           | 0.7 (33.3)                      | 1.9 (35.4)                      | 4.3 (39.7)                      | 7.9 (46.2)                      | 11.4 (52.5)                     | 15.0 (59.0)                     | 17.9 (64.2)                     | 17.7 (63.9)                     | 14.4 (57.9)                     | 10.3 (50.5)                     | 4.8 (40.6)                      | 1.7 (35.1)                      | 9.0 (48.2)                      |
| أدنى درجة حرارة °م (°ف)                     | −12.2 (10.0)                    | −12 (10)                        | −8 (18)                         | −7.5 (18.5)                     | 0.6 (33.1)                      | 4.5 (40.1)                      | 9.0 (48.2)                      | 8.6 (47.5)                      | 2.1 (35.8)                      | −3.0 (26.6)                     | −8 (18)                         | −10.2 (13.6)                    | −12.2 (10.0)                    |
| الهطول مم (إنش)                             | 25.0 (0.98)                     | 26.0 (1.02)                     | 20.0 (0.79)                     | 7.0 (0.28)                      | 4.0 (0.16)                      | 1.0 (0.04)                      | 0.0 (0.0)                       | 0.0 (0.0)                       | 0.3 (0.01)                      | 6.0 (0.24)                      | 21.0 (0.83)                     | 21.0 (0.83)                     | 131.3 (5.18)                    |
| متوسط أيام هطول الأمطار                     | 8                               | 8                               | 6                               | 3                               | 2                               | 0.1                             | 0.1                             | 0.1                             | 0.2                             | 3                               | 5                               | 7                               | 42.5                            |
| متوسط الأيام المثلجة                        | 1                               | 1                               | 0.1                             | 0                               | 0                               | 0                               | 0                               | 0                               | 0                               | 0                               | 0                               | 0.2                             | 2.3                             |
| متوسط الرطوبة النسبية (%)                   | 76                              | 69                              | 59                              | 50                              | 43                              | 41                              | 44                              | 48                              | 47                              | 52                              | 63                              | 75                              | 56                              |
| ساعات سطوع الشمس الشهرية                    | 164.3                           | 182.0                           | 226.3                           | 249.0                           | 322.4                           | 357.0                           | 365.8                           | 353.4                           | 306.0                           | 266.6                           | 207.0                           | 164.3                           | 3٬164٫1                         |
| ساعات سطوع الشمس اليومية                    | 5.3                             | 6.5                             | 7.3                             | 8.3                             | 10.4                            | 11.9                            | 11.8                            | 11.4                            | 10.2                            | 8.6                             | 6.9                             | 5.3                             | 8.5                             |
| المصدر #1: Pogoda.ru.net                    |                                 |                                 |                                 |                                 |                                 |                                 |                                 |                                 |                                 |                                 |                                 |                                 |                                 |
| المصدر #2: NOAA (sunshine hours, 1961–1990) |                                 |                                 |                                 |                                 |                                 |                                 |                                 |                                 |                                 |                                 |                                 |                                 |                                 |

## المحافظون
- محمد زهير التغلبي (تموز 1994[7] - 2 آب 1999[8])
- نبيل نصري (2 آب 1999[9] - 3 شباط 2001[10])
- غسان محمد صياح اللحام (3 شباط 2001[11] - 18 أيلول 2003[12])
- محمد بشار المفتي (21 كانون الثاني 2004[13] - 30 كانون الثاني 2006[14])
- بشر الصبان (30 كانون الثاني 2006[15] - 26 تشرين الثاني 2018[16])
- عادل أنور العلبي (26 تشرين الثاني 2018[17] - 20 تموز 2022[18])
- محمد طارق كريشاتي (من 20 تموز 2022[19] - 8 كانون الأول 2024[20])
- ماهر محمد مروان إدلبي (من 15 كانون الأول 2024[21])